# Lien Mermans
Lien Mermans (Geel, 27 september 1990) is een Belgische voetbalster die speelt voor KRC Genk Ladies en de Red Flames.

## Loopbaan

### Club
Mermans startte bij Vlimmeren bij de seniors. In 2008 ging ze voor 1 seizoen naar DVC Eva's Tienen. Hierna ging ze terug naar Vlimmeren dat ondertussen veranderde naar Lierse. Hier bleef ze van 2010 tot 2016. Ze behaalde met Lierse 2 keer op rij de Beker van België. Toen in 2016 het nieuws kwam dat Lierse niet meer in de Super Leage ging uitkomen maakte Mermans de overstap naar KRC Genk Ladies.

### Red Flames
Mermans startte haar selectie bij de nationale jeugdploegen in 2005 met selecties in zowel U-15, U-17 als U-19. Haar aller eerste wedstrijd was met de U-17 op 6 april tegen Frankrijk, de wedstrijd werd gewonnen met 0-4.
Een dag later speelde ze haar eerste en enige wedstrijd bij de U-15. Deze ging door in Lommel tegen Nederland. Ze speelde ze een volledige wedstrijd maar ze kon niet scoren. De wedstrijd eindigde op 0-3 in het voordeel van Nederland.
Haar laatste wedstrijd bij de U-17 was op 21 mei 2005 met een gelijkspel tegen Nederland. Ze speelde er in totaal 4 wedstrijden.
Van 2005 tot 2009 speelde ze voor de U-19 ze speelde 1498 minuten in 18 wedstrijden en scoorde 4 keer. Haar eerste wedstrijd was thuis tegen Nederland op 7 april 2005, de wedstrijd werd verloren met 0-3. Haar laatste was op 28 april 2009 met een 2-5 overwinning tegen Oekraïne.
Sinds 2009 komt ze uit voor de A-ploeg, haar eerste wedstrijd was op 5 september tegen Roemenië, de wedstrijd werd gewonnen met 2-7.

## Palmares
- 2012: Super Cup Runner-up[3]
- 2015: Beker van België Winnaar[4]
- 2016: Beker van België Winnaar[5]
- 2017: Sparkle[6]